# Tia phóng xạ
Tia phóng xạ theo nghĩa gốc là các dòng hạt chuyển động nhanh phóng ra từ các chất phóng xạ (các chất chứa các hạt nhân nguyên tử không ở trạng thái cân bằng bền) nhằm khôi phục lại sự cân bằng năng lượng. Các hạt phóng ra có thể chuyển động thành dòng định hướng.
Có nhiều loại dòng hạt phát ra từ các chất phóng xạ. Cụ thể:
- Tia alpha: gồm các hạt alpha có điện tích gấp đôi điện tích proton, tốc độ của tia là khoảng 20.000 km/s.
- Tia beta: gồm các electron tự do, tương tự tia âm cực nhưng được phóng ra với vận tốc lớn hơn nhiều khoảng 270.000 km/s.
- Tia gamma, Tia X: là dòng các hạt photon, không mang điện tích, có bản chất gần giống ánh sáng nhưng bước sóng nhỏ hơn, chuyển động với tốc độ 300.000 km/s.
- Dòng các neutron không có điện tích.
- Dòng các hạt neutrino không có điện tích, chuyển động với tốc độ gần bằng tốc độ ánh sáng (phát ra cùng với các hạt beta trong phân rã beta).

Ngoài sự phân rã tự nhiên của các chất phóng xạ, tia phóng xạ cũng còn được quan sát từ các nguồn khác như các lò phản ứng hạt nhân, máy gia tốc hay va chạm của các tia vũ trụ trong khí quyển Trái Đất.
Các lò phản ứng hạt nhân có thể tạo ra dòng hạt neutron mạnh. Các máy gia tốc có thể sinh ra dòng các hạt tổ hợp có khối lượng cao hơn. Còn tia vũ trụ có thể sản sinh muon và meson. Thuật ngữ tia phóng xạ cũng có thể mở rộng, để bao gồm các dòng hạt chuyển động nhanh phát ra từ các nguồn này.

## Tương tác với vật chất
Các hạt alpha có thể dễ dàng chặn lại bởi một tờ giấy. Tia beta cần miếng kim loại để chặn. Trong khi đó, dòng tia gamma có khả năng xuyên qua vật chất cao, cần một khối vật chất có mật độ dày đặc chặn lại (Ví dụ như các bác sĩ ở phòng chụp X-quang hay đeo tấm chì để ngăn tia phóng xạ).
Các hạt neutrino hầu như không tương tác với vật chất và có thể xuyên qua tất cả và đi ra ngoài vũ trụ.

## Tính chất
Khi vật tụ phân rã vật tạo ra 3 tia quang tuyến {\displaystyle \alpha ,\beta ,\gamma } di chuyển với vận tốc ánh sáng  mang theo năng lượng phóng xạ nhiệt có múc năng lượng.
{\displaystyle E_{p}=h{\frac {C}{\lambda }}}

### Bước sóng phóng xạ
{\displaystyle pC=h{\frac {C}{\lambda }}}
{\displaystyle \lambda ={\frac {h}{p}}}

### Tạo ra điện
{\displaystyle E_{M}=MC^{2}=(m-m_{o})C^{2}=(m_{o}\gamma -m_{o})C^{2}=m_{o}C^{2}(\gamma -1)}
{\displaystyle {\frac {E_{M}}{2}}={\frac {m_{o}C^{2}}{2}}(\gamma -1)}
{\displaystyle E_{e}={\frac {1}{2}}m_{o}C^{2}={\frac {E_{M}}{2(\gamma -1)}}}

### Thay đổi vật
{\displaystyle m_{M}=M=m_{o}\gamma -m_{o}=m_{o}(\gamma -1)}
{\displaystyle m_{p}=h={\sqrt {\frac {2}{C}}}}